# Karduluk
Karduluk is een bestuurslaag in het regentschap Sumenep van de provincie Oost-Java, Indonesië. Karduluk telt 10.371 inwoners (volkstelling 2010).